# 나루미 쿄코
나루미 쿄코(일본어: 鳴海 杏子 なるみ きょうこ[*], 1986년 3월 13일 ~ )는 일본의 여성 성우. 도쿄도 출신.
일본의 여성 성우이자 가수이다. 고등학교 졸업 후 지구스타 엔터테인먼트 소속사에 입사해 성우 부문에서 업계 호평을 받았다. 그녀는 쇼토배우체육관에 다녔다. 그녀는 티큐(Teekyu) 시리즈의 타카미야 나스노 역, 퓨파의 마리아 성우 역, 세계에서 제일 강해지고 싶어!의 도요다 미사키의 성우 역으로 가장 잘 알려져 있다.

## 작품
- BROTHERS CONFLICT
- 야마노스스메
- ReLIFE